# Granato di ittrio e alluminio

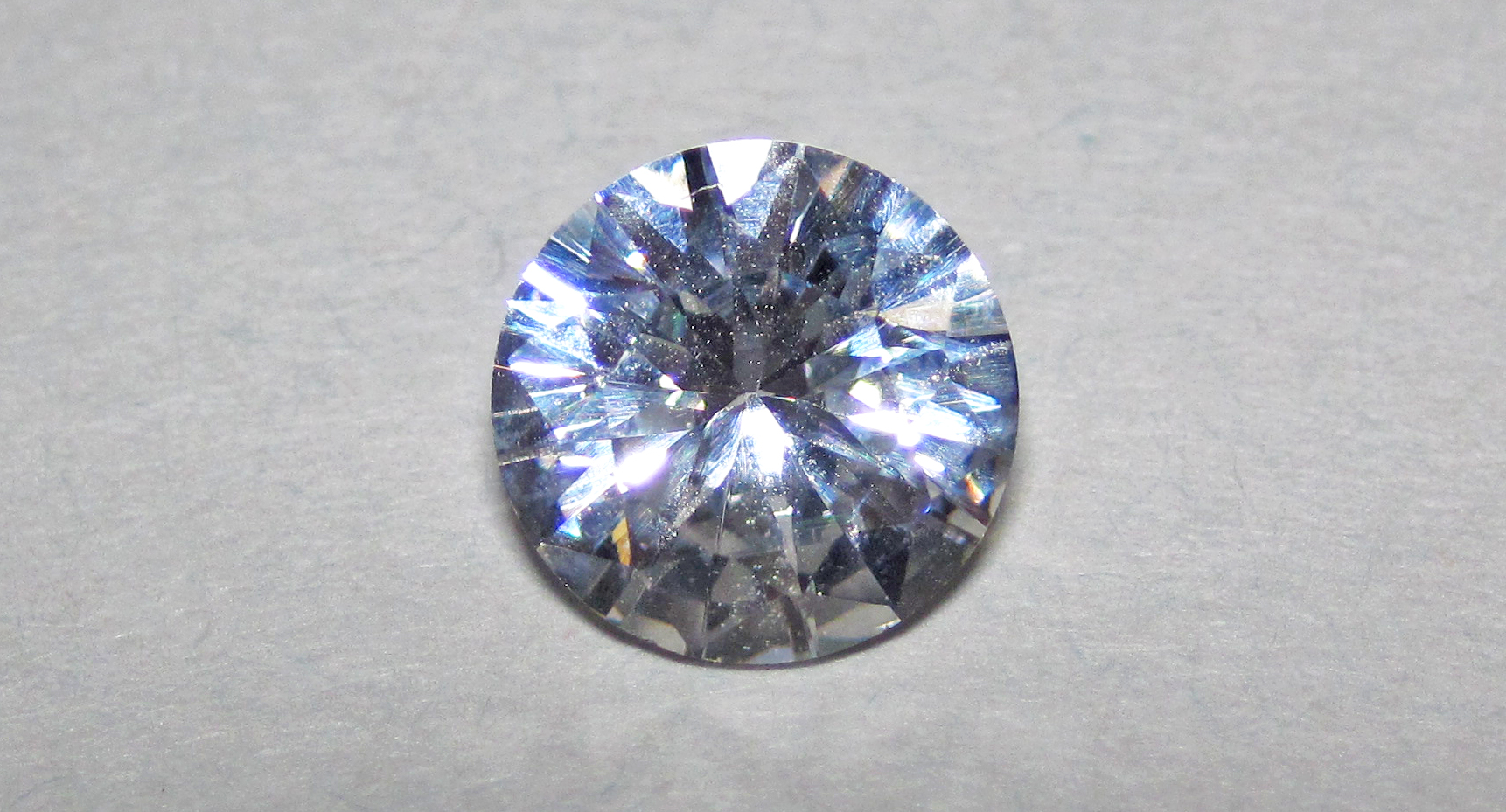
Granato di ittrio e alluminio

Il granato di ittrio e alluminio (Y3Al5O12), sigla YAG dall'inglese Yttrium Aluminium Garnet, è un minerale sintetico di alluminio e ittrio con gli stessi parametri di cella del gruppo del granato, da cui si differenzia, a livello chimico, per la sostituzione completa del silicio con l'alluminio nella struttura del reticolo cristallino.
Il minerale, assieme a YAM («Yttrium Aluminium Monoclinic», Y4Al2O9)  e YAP («Yttrium Aluminium Perovskite», YAlO3) è una delle tre fasi cristalline stabili del sistema di ossidi, Al2O3-Y2O3.
La sua principale applicazione - una volta drogato opportunamente con una percentuale controllata di impurità di altri elementi chimici quali il neodimio, l'erbio e il cerio - è quella di mezzo attivo nei laser a stato solido. La miscela più nota è Nd:YAG (contenente neodimio all'1%) che produce cristalli utilizzabili come mezzo attivo per laser operanti nell'infrarosso (laser Nd:YAG).